# ريغي أرنولد
ريغي أرنولد (بالإنجليزية: Reggie Arnold)‏ هو لاعب كرة قدم أمريكية أمريكي، ولد في 30 مارس 1987 في ليتل روك في الولايات المتحدة.